# دهستان ایجرود پایین
ایجرودپایین، دهستانی است از توابع بخش حلب شهرستان ایجرود در استان زنجان ایران.

## جمعیت
براساس سرشماری سال ۱۳۸۵ جمعیت آن ۵٬۵۱۳ نفر (۱٬۴۶۰ خانوار) بوده‌است.